# Reuben (település)
Reuben az Amerikai Egyesült Államok északnyugati részén, Oregon állam Columbia megyéjében elhelyezkedő önkormányzat nélküli település.
A posta 1890 és 1894, majd 1901 és 1923 között működött.